# Nordica (luchtvaartmaatschappij)
Nordica is de nationale luchtvaartmaatschappij van Estland. Het bedrijf is volledig eigendom van de Estse regering. De maatschappij werd op 25 september 2015 opgericht naar een besluit van de Estse regering, nadat de vorige nationale luchtvaartmaatschappij Estonian Air failliet ging. De eerste vluchten gingen van start op 8 november 2015.
De nieuwe merknaam 'Nordica' werd in maart 2016 voor het eerst aangekondigd en is sinds 30 maart 2016 in gebruik.
Momenteel worden alle vluchten uitgevoerd met de Air operator's certificate van LOT Polish Airlines. Nordica maakt voorts gebruik van het materieel van BMI Regional en CarpatAir om vluchten uit te kunnen voeren wegens gebrek aan eigen materieel.
Nordica's eerste vlucht vertrok van Tallinn naar Amsterdam op 8 november 2015 om 6:58. De eerste vlucht met volledige Estse crew was op dezelfde route en werd uitgevoerd op 20 januari 2016 en vertrok om 18:10.
In maart 2018 opende Nordica een nieuwe basis op Groningen Airport Eelde. Deze nieuwe basis bediende het hele jaar door vijf routes; naar Kopenhagen, München en Nice. In de maanden april, mei en juni werden er ook vluchten van Eelde naar Ibiza uitgevoerd. De lijn was geen lang leven beschoren, eind 2018 bleek de subsidiepot bijna leeg en besloot Nordica de basis te sluiten.

## Vloot

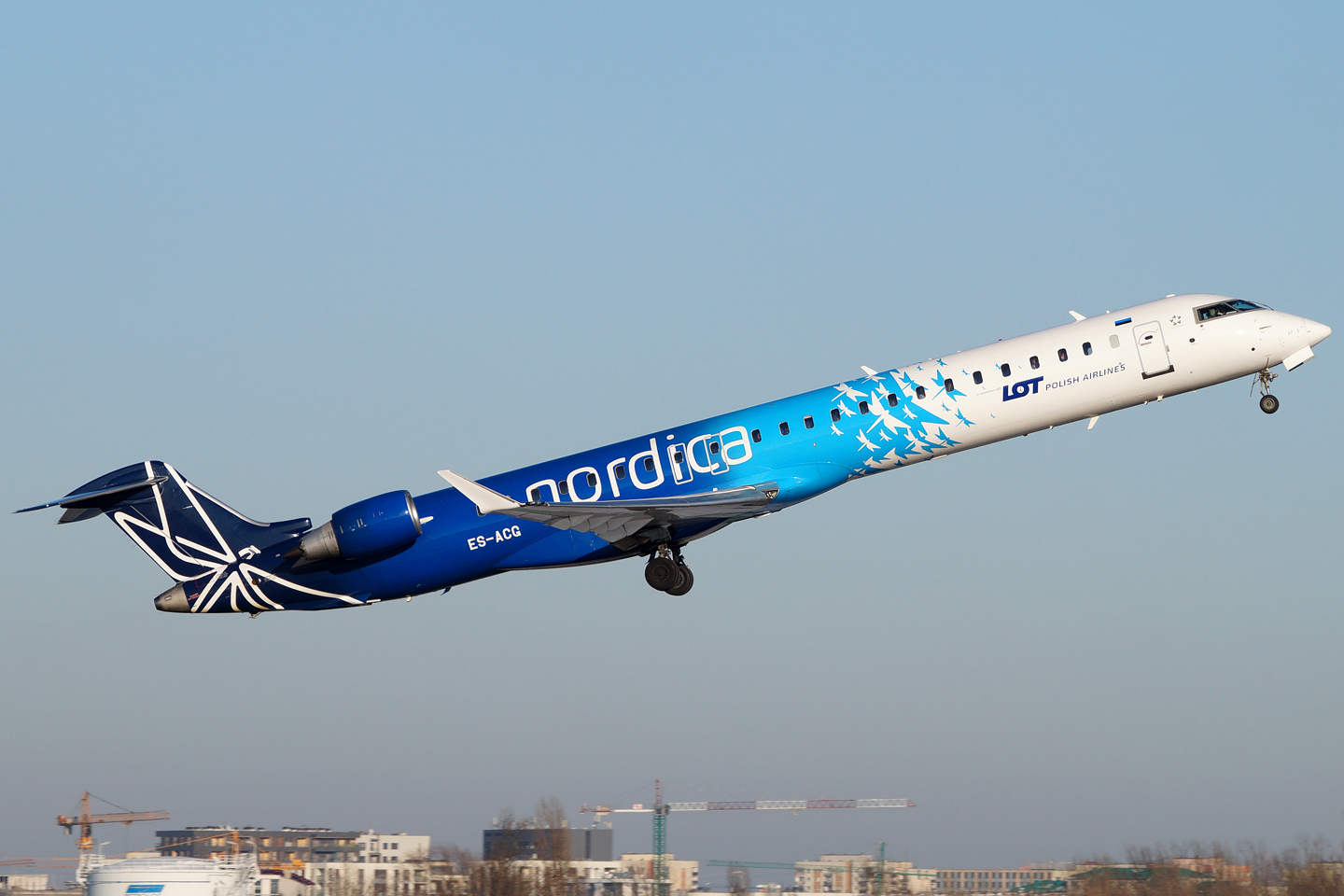
Nordica Bombardier CRJ900

In april 2019 bestond de vloot uit 19 toestellen.

| Vliegtuigen       | In gebruik | Orders | Passagiers | Passagiers | Passagiers | Opmerkingen                                                                 |  |
| Vliegtuigen       | In gebruik | Orders | P          | Y          | Totaal     | Opmerkingen                                                                 |  |
| ----------------- | ---------- | ------ | ---------- | ---------- | ---------- | --------------------------------------------------------------------------- |  |
| ATR 72-600        | 7          | —      | —          | 70         | 70         | 4 opererend voor Scandinavian Airlines                                      |  |
| Bombardier CRJ700 | 2          | —      | 4          | 66         | 70         | opererend voor LOT Polish Airlines                                          |  |
| Bombardier CRJ900 | 10         |        | 2          | 86         | 88         | 6 opererend voor LOT Polish Airlines 1 opererend voor Scandinavian Airlines |  |
| Bombardier CRJ900 | 10         | 2      | 88         | 90         |            | 6 opererend voor LOT Polish Airlines 1 opererend voor Scandinavian Airlines |  |
| Total             | 19         | 0      |            |            |            |                                                                             |  |